# 中华咸水剑水蚤
中华咸水剑水蚤（学名：Halicyclops sinensis）为剑水蚤科咸水剑水蚤属的动物，是中国的特有物种。分布于广东、江苏、天津等地，主要栖息于沿海地区的低盐咸淡水及淡水中。
其种加词“sinensis”意为“中华的”。